# 오디오 코딩 포맷
오디오 코딩 포맷(audio coding format)은 소리(음향)과 음악을 저장하는 매개체로서 물리적인 저장 매체 (Recording Media)와 소리의 주파수를 기록하는 데에 쓰이는 형식을 통틀어 말하는 용어이다. 여기서 레코딩 포맷의 경우 컴퓨터 과학에선 오디오 파일 포맷이라 부르며, 예로서 MP3, WMA, WAV, AAC 등이 있다.
현대 사회에서 음악은 다양한 오디오 포맷을 통해 많은 사람들에게 전달되고, 보관되어 왔다. 대중 음악은 이 오디오 포맷, 저장 매체를 판매하여 벌어들이는 돈으로 수익을 창출한다.

## 오디오 포맷 발전 연대표
| 연도      | 매체 포맷                                                               | 녹음 포맷                                                           |
| --------- | ----------------------------------------------------------------------- | ------------------------------------------------------------------- |
| 2008      | 슬롯뮤직(SlotMusic)                                                     | 마이크로SD에 쓰이는 MP3 코덱 사용                                   |
| 2006      | 블루레이 디스크(Blu-ray Disc)                                           | 돌비 트루HD, DTS-HD 마스터 오디오                                   |
| 2005      | HD-DVD                                                                  | 돌비 트루HD, DTS-HD 마스터 오디오                                   |
| 2003      | 듀얼디스크(DualDisc)                                                    | 디지털                                                              |
| 1999      | 수퍼 오디오 콤팩트 디스크(SACD)                                         | Direct-Stream Digital(DSD)                                          |
| 1999      | DVD-Audio                                                               | 돌비 디지털                                                         |
| 1997      | DTS-CD                                                                  | DTS 오디오                                                          |
| 1997      | DVD                                                                     | 돌비 디지털                                                         |
| 1992      | 디지털 콤팩트 카세트(DCC)                                               | 디지털. 콤팩트 카세트의 발전 형태로서 DAT와 경쟁했던 저장 매체 포맷 |
| 1991      | 미니디스크(MD)                                                          | 디지털. Adaptive Transform Acoustic Coding(ATRAC)                   |
| 1987      | 디지털 오디오 테이프(DAT)                                               | 디지털                                                              |
| 1986      | 고선명 컴퍼터블 디지털(HDCD)                                            | 디지털. Redbook compatible physical CD                              |
| 1985      | 피코카세트(Picocassette)                                                | 아날로그.                                                           |
| 1982      | 콤팩트 디스크(CD)                                                       | 디지털. 펄스 부호 변조(PCM)                                         |
| 1978      | 레이저디스크(LD)                                                        | 디지털.                                                             |
| 1976      | 엘카세트(Elcaset)                                                       | 아날로그.                                                           |
| 1975      | 베타맥스 디지털 오디오(Betamax Digital Audio)                           | 돌비 스테레오 시네마 서라운드 사운드                                |
| 1971      | 4채널 바이닐 음반 (CD-4) (SQ Matrix)                                    | 아날로그.                                                           |
| 1970      | 4채널 8-트랙                                                            | 아날로그.                                                           |
| 1969      | 미니카세트(Minicassette)                                                | 아날로그.                                                           |
| 1969      | 마이크로카세트(Microcassette)                                           | 아날로그.                                                           |
| 1965      | 8-트랙 (스테레오-8)                                                     | 아날로그.                                                           |
| 1963      | 콤팩트 카세트(Compact Cassette)                                         | 아날로그.                                                           |
| 1962      | 4-트랙 (스테레오 팍)                                                    | 아날로그.                                                           |
| 1957      | 스테레오포닉 바이닐 음반(Stereophonic Vinyl Record)                     | 아날로그. 기존의 바이닐 음반을 좀 더 입체적으로 활용.               |
| 1948      | 바이닐 음반(Vinyl Record)                                               | 아날로그. 판의 크기로는 7" (45 rpm)와 10", 12" (33⅓ rpm) 등이 있다. |
| 1930 연대 | 자기 테이프(Magnetic Tape), 릴투릴 오디오 테입(Reel-to-Reel Audio Tape) | 아날로그. 자기력 이용.                                              |
| 1925      | Electrical cut record                                                   | 기계식 아날로그.                                                    |
| 1898      | 와이어 기록(Wire Recording)                                             | 아날로그. 자기력 이용.                                              |
| 1895      | 축음기 음반(Gramophone Record)                                          | 기계식 아날로그.                                                    |
| 1883      | 피아노 롤(Piano Roll)                                                   | 기계식 디지털 (자동 악기 설정).                                     |
| 1877      | 포노그래프 실린더(Phonograph Cylinder)                                  | 기계식 아날로그.                                                    |

## 같이 보기
- 소리 압축
- 코덱